# Britney Amber

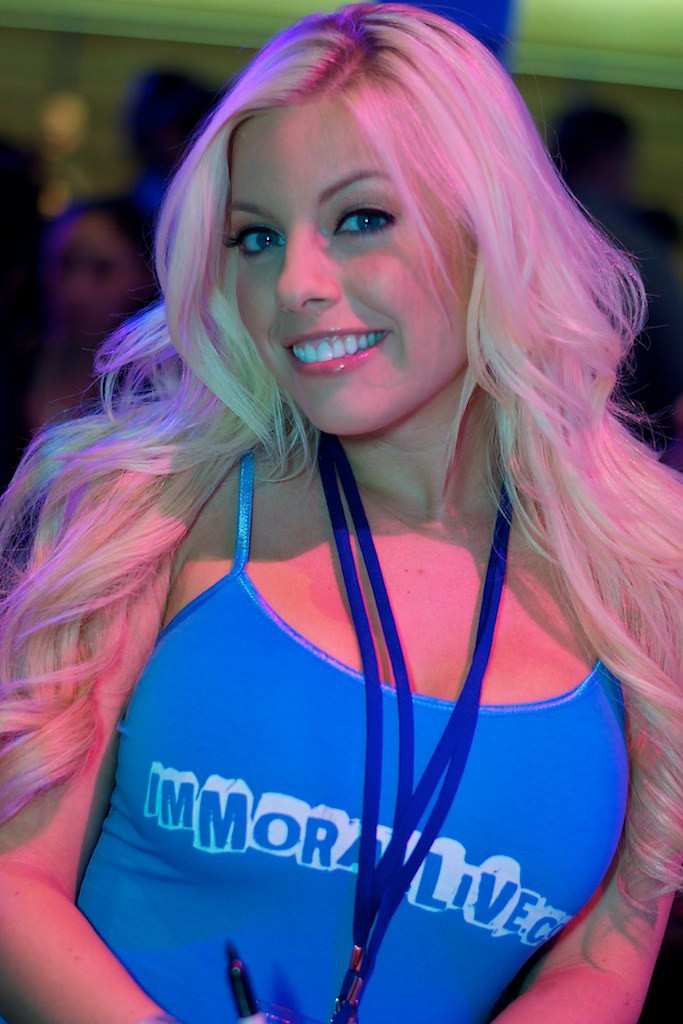
Britney Amber, 2012

Britney Amber (* 10. November 1986 als „Amber Victoria Rizzo“ in Banning, Kalifornien) ist eine US-amerikanische Pornodarstellerin deutscher und italienischer Herkunft.

## Werdegang
Eigenen Angaben zufolge wuchs Amber in Beaumont, Kalifornien, auf. Ab 2007 arbeitete sie auf der Moonlite BunnyRanch in Carson City, Nevada, und fand von dort ein Jahr später in die Filmbranche.
Ihr filmisches Werk umfasst Beiträge zu Serien wie Teens Like It Big, Big Tits at Work oder Baby Got Boobs ebenso wie Parodien auf bekannte Filme wie Not Bewitched XXX, Captain America XXX: An Axel Braun Parody und Cumless: A Digital Playground XXX Parody. 2019 spielte sie in der Trash-Horrorkomödie Girls Guns and Blood eine der Hauptrollen.
Amber wurde 2018 als „Best Female Performer“ bei den NightMoves Awards ausgezeichnet für ihre Rolle im Film „Naked“. Im Juli 2019 wurde sie für die Inked Awards 2019 in den Kategorien „Best Girl/Girl Scene“ und „Best Group Scene“ nominiert.

## Auszeichnungen
nur persönliche Auszeichnungen
- 2013: NightMoves Award – Best Female Performer[3]
- 2015: NightMoves Award – Best Boobs
- 2018: NightMoves Award – Best Female Performer (Editor’s Choice)[4][5]
- 2019: XBIZ Award – Best Scene – Clip Site, "Britney and Kleio" (2018)[6]
- 2021: AVN Award – Best Group Sex Scene, "Climax 1" (2019)[7]
- 2021: XRCO Award – MILF of the Year[8]

## Filmografie (Auswahl)
- 2008: Doctor Adventures Vol. 2
- 2008: 40 Days and 40 Nights
- 2008: Britney Amber
- 2008: Britney Amber (II)
- 2008: Britney And Gianna Pussy Control
- 2008: Cum Hungry Leave Full 6
- 2008: Fuck Team Fanboys
- 2008: Not Bewitched XXX
- 2008: Teens Like It Big 2
- 2008: Young Busty Pool Party
- 2010: Bath Boobies
- 2010: Biggest Fans or Groupies
- 2010: Saw: A Hardcore Parody
- 2011: Big Tits at Work 11
- 2011: Big Tits at School 15
- 2011: This Ain’t Nurse Jackie XXX
- 2011: Throated 31
- 2011: Tug Jobs 25
- 2012: Big Tits And A Creampie
- 2012: Big Tits in Uniform 7
- 2012: Buffy the Vampire Slayer XXX: A Parody
- 2012–2015: Fuck a Fan 18, 21, 24
- 2012: Sexy Big Boob Blondes
- 2012: Titty Creampies 1
- 2013: Big Tits With Creampie
- 2013: Captain America XXX: An Axel Braun Parody
- 2013: Curvy Cum Swallowers
- 2013: Deep Throat This 63
- 2014: CFNM Secret 9
- 2015: Baby Got Boobs 15
- 2015: Big Tit Fantasies 6
- 2015: Britneys Hot Pink Pussy
- 2015: Girls Love Boobs
- 2015: Kittens & Cougars 9
- 2015: Pure Anal
- 2015: Batman V. Superman XXX: An Axel Braun Parody
- 2015: This Ain’t Modern Family XXX
- 2016: Fucking Titties
- 2016: Big Tit Anal MILFs
- 2016: Pussy Unlimited
- 2016: Titty Creampies 9
- 2017: Big Tit Cougars
- 2017: Cock Fancy
- 2017: Come and Pet My Pussy
- 2017: Fuck My Pussy Live
- 2017: Monster Curves 34, 37
- 2017: My Hot Creampie
- 2018: Accidental Cougar Creampies
- 2018: Cum Covered Tits
- 2018: Cumless: A Digital Playground XXX Parody
- 2018: The Stepmother 16
- 2018: Swallowed 24
- 2019: Big Tit Cream Pie 45, 46
- 2019: Breeders 2, 4
- 2019: Creampie Diaries
- 2019: Total Creampies 3
- 2020: Face Fucked 10
- 2020: Moms Bang Teens 38
- 2020: My Big Boobs
- 2021: Mom Bush 2